# 近江兄弟社小学校
近江兄弟社小学校（おうみきょうだいしゃしょうがっこう）は、滋賀県近江八幡市に所在したプロテスタント系キリスト教主義の私立小学校（連携型小中高一貫校）。設置者は学校法人ヴォーリズ学園で、学園創立者はウィリアム・メレル・ヴォーリズと華族の令嬢で教育者の一柳満喜子夫人。
近江兄弟社幼稚園、近江兄弟社中学校・高等学校も長い歴史を持ち、滋賀県内で国公立を含めて、幼稚園・小学校～高校まで通うことができる唯一の存在であった。また、県内唯一の私立小学校として長い歴史を誇っていた。
開校当初は戦後教育のモデル校として、公立学校の関係者が視察を訪れたり、異学年との交流活動を行う「ホーム制」を取り入れた。

## 沿革
- 1947年 - 近江兄弟社中学校とともに設立される[3]
- 2014年 - 浅小井に移転[3]
- 2018年 - 2018年度（平成30年度）以降の児童の募集を停止する。[4]。
- 2023年3月 - 最後の在校生卒業。廃校[5][6]

## 行事
入学式・花の日礼拝・琵琶湖一周サイクリング・運動会・修学旅行・クリスマス礼拝

### 進学
併設の近江兄弟社中学校への内部進学制度はないが、毎年卒業生の半数程度が同中学へ進学をしていた。

### 特色
5年生を対象に春休みに短期留学を行っていた。

## キャンパスの環境
小学校・中学・高校の校舎と隣接して、前庭が広がり、戦前にヘレン・ケラーが来校して講演を行った教育会館や、旧幼稚園舎のハイド記念館（ともに国の登録有形文化財）が建ち、古きよき戦前のキャンパスを感じることができる。

## 交通
- JR琵琶湖線・近江鉄道八日市線 近江八幡駅より近江鉄道バス（学園前停留所下車） 8分

同学園は近江鉄道バスとの特別契約を交わしており、朝夕の通学時間帯に限り近江八幡駅・学園前間での直行便を通常便と合わせて運行している。

## 卒業生
- 多和田悟 - 盲導犬訓練士、「盲導犬クイールの一生」の訓練士のモデル
- 鶴房汐恩 - アイドル、JO1メンバー（中途退学）